# Константінос Стамуліс
Константінос Стамуліс (грец. Κωνσταντίνος Σταμούλης; нар. 29 жовтня 2000, Патри, Греція) — грецький футболіст, правий захисник рівненського «Вереса».

## Клубна кар'єра
Народився в Патрах, третьому за величиною місті Греції. Вихованець «Ахайкоса» та столичного АЕКа, але в першій команді так і не заграв. На початку січня 2020 року відправився в оренду до «Ламії». У футболці нового клубу дебютував 7 березня 2021 року в програному (0:3) виїзному поєдинку 25-го туру Грецької Суперліги проти «Олімпіакоса». Константінос вийшов на поле на 75-й хвилині замість Ельмара Б'яднасона. Цей матч став єдиним для юного захисника у складі «Ламії». По завершенні оренди повернувся в АЕК, але грав виключно за резервну команду столичного клубу в Грецькій Суперлізі 2, де провів 40 поєдинків.
На початку січня 2023 року перейшов до «Отеллоса». За нову команду дебютував 26 серпня 2023 року в нічийному (0:0) домашньому поєдинку 2-го туру Першого дивізіону Кіпру проти «Анортосіса». Стамуліс вийшов на поле на 65-й хвилині замість Хабіба Уеслаті. Загалом у складі «Отеллоса» провів 35 поєдинків у чемпіонаті Кіпру, 2 поєдинку у кубку Кіпру.
7 січня 2024 року підсилив «Анортосіс». У футболці нового клубу дебютував 21 вересня 2024 року в переможному (1:0) домашньому поєдинку 4-го туру Першого дивізіону Кіпру проти нікосійської «Омонії». Константінос вийшов на поле на 78-й хвилині замість Сержіу Консейсау. Загалом у складі «Анортосіса» зіграв 26 матчів у Першому дивізіоні Кіпру, 3 матчі в національному кубку
27 червня 2025 року підписав контракт з «Вересом».

## Кар'єра в збірній
У футболці юнацької збірної Греції (U-19) дебютував 20 лютого 2018 року в програному (0:1) домашньому поєдинку проти однолітків з України. Стамуліс вийшов на поле на 60-й хвилині замість Лафтеріса Лираціса. У 2018 році провів 2 поєдинки у футболці юнацької збірної Греції (U-19).
Викликався у розташування молодіжної збірної Греції, але на полі так і не з'явився.

## Особисте життя
Молодший брат, Георгіос, також професіональний футболіст.

## Статистика виступів

### Клубна
Станом на 27 червня 2025 року
| Клуб              | Сезон             | Ліга                  | Ліга  | Ліга | Кубок | Кубок | Конт. кубок | Конт. кубок | Інші  | Інші | Загалом | Загалом |
| Клуб              | Сезон             | Дивізіон              | Матчі | Голи | Матчі | Голи  | Матчі       | Голи        | Матчі | Голи | Матчі   | Голи    |
| ----------------- | ----------------- | --------------------- | ----- | ---- | ----- | ----- | ----------- | ----------- | ----- | ---- | ------- | ------- |
| «Ламія» (оренда)  | 2020–21           | Грецька Суперліга     | 1     | 0    | 1     | 0     | —           | —           | —     | —    | 2       | 0       |
| АЕК Б (Афіни)     | 2021–22           | Грецька Суперліга 2   | 18    | 0    | —     | —     | —           | —           | —     | —    | 18      | 0       |
| АЕК Б (Афіни)     | 2022–23           | Грецька Суперліга 2   | 23    | 0    | —     | —     | —           | —           | —     | —    | 23      | 0       |
| АЕК Б (Афіни)     | Загалом           | Загалом               | 41    | 0    | —     | —     | —           | —           | —     | —    | 41      | 0       |
| «Отеллос»         | 2023–24           | Перший дивізіон Кіпру | 34    | 0    | 2     | 0     | —           | —           | —     | —    | 36      | 0       |
| «Отеллос»         | Загалом           | Загалом               | 34    | 0    | 2     | 0     | 0           | 0           | —     | —    | 36      | 0       |
| «Анортосіс»       | 2024–25           | Перший дивізіон Кіпру | 29    | 0    | 3     | 0     | 0           | 0           | 0     | 0    | 32      | 0       |
| «Анортосіс»       | Загалом           | Загалом               | 29    | 0    | 3     | 0     | 0           | 0           | —     | —    | 32      | 0       |
| «Верес»           | 2025–26           | Прем'єр-ліга України  | 0     | 0    | 0     | 0     | 0           | 0           | 0     | 0    | 32      | 0       |
| «Верес»           | Загалом           | Загалом               | 0     | 0    | 0     | 0     | 0           | 0           | —     | —    | 0       | 0       |
| Усього за кар'єру | Усього за кар'єру | Усього за кар'єру     | 104   | 0    | 6     | 0     | 0           | 0           | 0     | 0    | 109     | 0       |